# Barrio Juan José Nágera

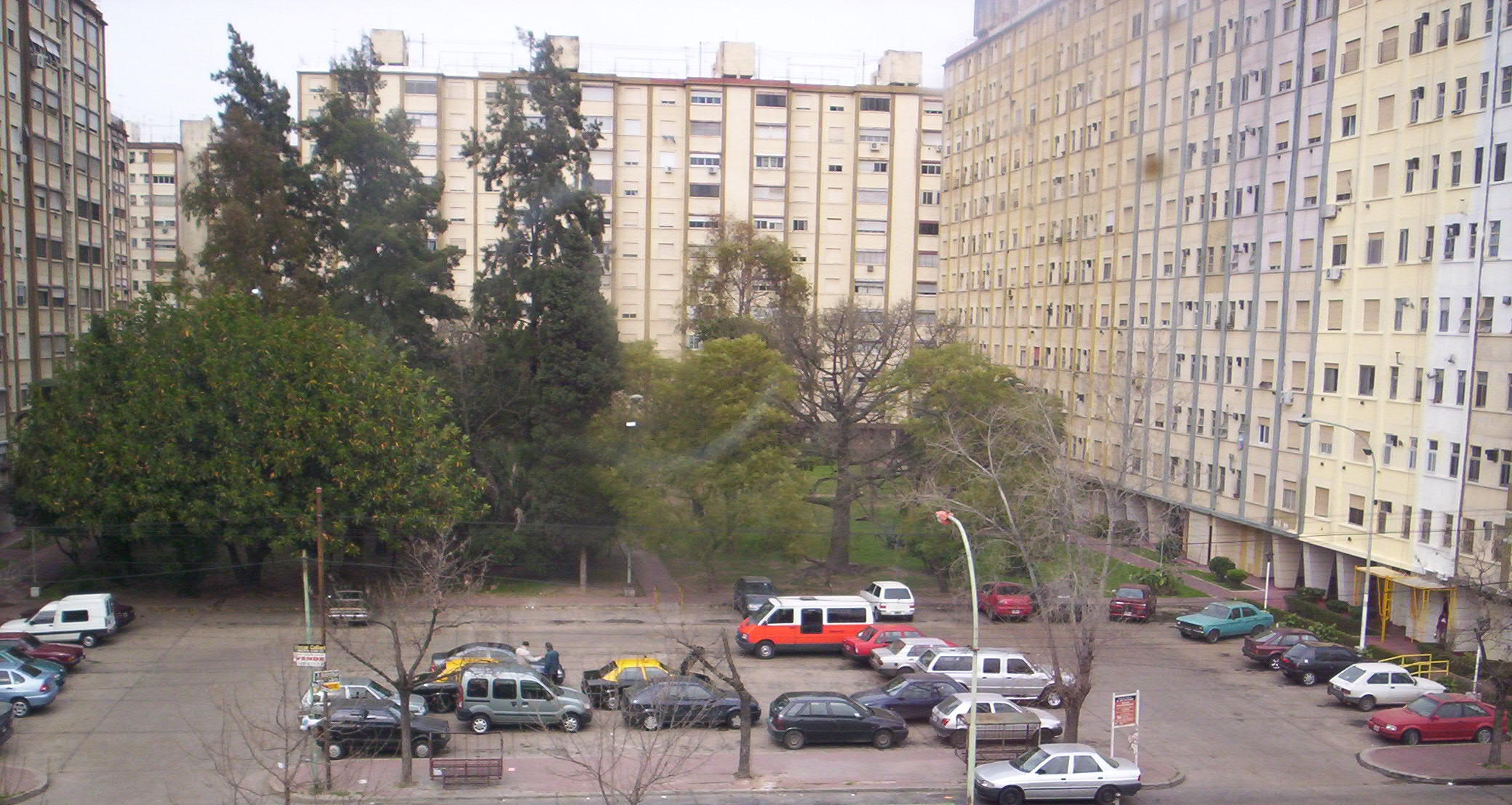
Barrio Nágera.

El Barrio Juan Jose Nágera (originalmente Barrio Parque Almirante Brown Sector C) es un barrio "no oficial" de la ciudad de Buenos Aires situado en el barrio de Villa Lugano.
Se caracteriza por ser un barrio de 14 blocks conformados en su mayoría por 4 columnas cada uno, que históricamente fueron blancos o de un color manteca. Tiene abundantes jardines y espacios verdes, conformando la zona uno de los más importantes pulmones de la ciudad autónoma, junto con el Parque Indoamericano.

## Historia
Sus inmediaciones eran un interminable pantano hasta que se dio el secado y posterior edificación.
El complejo fue proyectado por los arquitectos Ros, O'Tool, Sívori e Islas para la Municipalidad de la Ciudad de Buenos Aires, a través de la Comisión Municipal de la Vivienda. Se construyeron 1302 unidades distribuidas en 14 edificios, una parroquia, una escuela secundaria, una guardería y sectores de juegos y deportes. Las obras comenzaron en marzo de 1962 y finalizaron en diciembre de 1969. Los primeros departamentos fueron ocupados por gente que había desplazado la Autopista Dellepiane. La venta de dichos departamentos no fueron a elección, sino que uno compraba el lote, y luego se sorteaba el block, la columna y el piso.
En la época del Proceso de Reorganización Nacional de 1976, en la Argentina, este barrio sufrió de un allanamiento por parte de las fuerzas armadas, en busca de algún foco subversivo.[cita requerida]
Posteriormente frente al complejo, cruzando la calle Mozart, fue edificado el campus de la Universidad Tecnológica Nacional.

## Nombre
El conjunto habitacional recibió su nombre en homenaje al Doctor Juan José Nágera (1887-1966), el segundo geólogo graduado de una universidad en la Argentina, quien tuvo un rol importante en la base teórica para considerar de importancia la jurisdicción nacional sobre la plataforma continental del país, especialmente con el fin de obtener de ella recursos como el petróleo.

## Distribución
- Departamentos de 1 y 2 ambientes : block: 1.
- Departamentos de 3 ambientes: blocks: 2,3,4,5,6,7,8,9,10.
- Departamentos de 4 ambientes: blocks: 11,12,13 y 14.